# 朝倉隆
朝倉 隆（あさくら たかし、1951年10月25日 - 2023年6月30日）は、日本の元俳優・歌手。本名同じ。
大阪府貝塚市出身。青山学院大学卒業。

## 来歴・人物
父親はバレーボールのニチボー貝塚のマネージャーで、父親から運動を進められていたことから学生時代にはバスケットボール選手を目指していたが、身長が選手になるには小柄であったこともあり、大学時代よりフォークグループを結成して歌手を目指すようになる。
その後、俳優として1970年代には東宝作品を中心に多数の作品に出演。テレビドラマのレギュラーには、『泣くな青春』（1972年）、『細うで繁盛記』（1973年）、『ウルトラマンレオ』（1974年）などがある。『レオ』では宇宙パトロール隊・MACの梶田隊員役を演じ、共演の三田美枝子は「歌が上手で、呑みに行くと弾き語りをしてくれた」と語っている。
東宝映画『喜劇・百点満点』（1976年）では出演とともに主題歌も担当し、翌年には日本コロムビアより、「ドラマチックな男心」のキャッチフレーズで歌手デビューを果たす。歌手デビュー時の紹介記事では「歌手に転向する機会を狙っていた」とした上で、「できれば自作自演もやってみたい」と抱負を述べている。歌手としては、中日ドラゴンズの2代目球団歌「勝利の叫び」で知られる。
俳優・歌手を経てビクターエンターテインメントへ入社し、制作部門に配属されてプロデューサーへ転身して森進一らを担当。のちに高校生の山内恵介を発掘。ビクター歌謡音楽研究会本部講師を務めた。
2023年6月30日、東京都内の病院にて膵臓がんのため死去。71歳没。

## 出演

### テレビドラマ
- 泣くな青春（1972年 - 1973年、CX）
- 細うで繁盛記 第2期（1973年、YTV） - 敬一
- マドモアゼル通り 第23話「新しいライバル」（1973年、YTV）
- 愛の戦士レインボーマン（1973年、NET） - 竜二 
  - 第42話「追跡1000キロ!」
  - 第43話「太陽とみどりに誓う」
  - 第50話「狂った銃弾!」
- 太陽にほえろ!（NTV）
  - 第93話「真実の詩」（1974年） - 中川
  - 第148話「友情」（1975年） - 木村（城東大学柔道部員）
- ウルトラマンレオ 第17話「狼男の花嫁」 - 第40話「MAC全滅! 円盤は生物だった!」（1974年 - 1975年、TBS） - 梶田一平 [注釈 1]
- 傷だらけの天使 第18話「リングサイドに花一輪を」（1975年、NTV） - 藤崎
- 特別機動捜査隊 第723話「黄色い雨傘」（1975年、NET）
- 同心部屋御用帳 江戸の旋風 第25話「入れ墨の女」（1975年、CX）
- なつかしき海の歌（1975年、TBS）
- 大都会 闘いの日々 第6話「ちんぴら」（1976年、NTV）
- 光る崖（1977年、TBS）

### 映画
- がんばれ!若大将（1975年、東宝）
- 青い山脈（1975年、東宝）
- 続・人間革命（1976年、東宝）
- 喜劇 百点満点（1976年、東宝） - 末永

### 舞台
- ロミオとジュリエット

## 音楽

### シングル
- 何時か…（1977年）
- あなたの側で（1977年）
- 旅立ち（1977年）
- 勝利の叫び（1978年）
- ふたりゆらゆら（1978年）

### アルバム
- 旅立ち（1977年）[5]

### その他
- 思い出は嘘つきさ（1976年）※映画『喜劇・百点満点』主題歌